# 755
755 (DCCLV) fue un año común comenzado en miércoles del calendario juliano, en vigor en aquella fecha.

## Acontecimientos
- 13 de febrero: en el Califato abasí, Al-Mansur ordena el asesinato de su rival Abu Muslim.[1]
- El rey franco Pipino el Breve, acompañado del Papa Esteban II, cruza los Alpes y derrota a los lombardos de Astolfo, obligándolo a devolver al Ducado de Roma los territorios que habían sido conquistados anteriormente.
- Expedición infructuosa del gobernador árabe de Córdoba Yusuf al-Fihri a Galicia para asentar una población que sustituyera a la bereber.
- 14 de agosto: en la actual España, el omeya Abderramán I desembarca en Almuñécar.[2] Reúne un ejército principalmente de sirios, yemeníes y bereberes y toma Málaga y Sevilla.
- 16 de diciembre: en la China Tang, inicia la Rebelión de An Lushan,[3] uno de los conflictos más desastrosos en la historia china.

- En Japón, la emperatriz Kōken Tennō introduce la fiesta del Tanabata.[4]

## Nacimientos
- Borrell de Osona. Conde de Osona.
- Bellón de Carcasona. Conde de Carcasona. Mítico fundador de la estirpe de los bellónidas.
- Guillermo I de Tolosa Conde de Tolosa, conocido como Guillem de Gellone.

## Fallecimientos
- 13 de febrero: Abu Muslim, líder de la Revolución abasí.
- San Bonifacio, santo y mártir inglés.
- Zhang Xuan, pintor chino.